# 入江しげる
入江 しげる（いりえ しげる、1926年10月28日 - 2011年2月6日）は、 神奈川県出身の漫画家。
東京児童漫画会の一員であり、1950年から1960年代にかけ、少女漫画や児童漫画を手掛けた。

## 作品リスト
- おふろのラグビー　　　　　（小学館「中学生の友」1951年4月号）※１ページ読み切り
- ポックリ娘　　　　　　　　（小学館「小学五年生」1951年4月号 ～ 小学六年生」1953年3月号？）
- みかんのボール　　　　　　（小学館「小学六年生」1951年12月号）※１ページ読み切り
- トンちゃんのはねつき　　　（小学館「小学六年生」1952年1月号）※１ページ読み切り
- ドレミファソラちゃん　　　（小学館「小学五年生」1952年4月号 ～ 小学館「小学六年生」1953年6月号）
- すみれさん　　　　　　　　（集英社「少女ブック」1952年 ～ 1959年）
- おいとちゃん　　　　　　　（小学館「女学生の友」1952年）
- チョ子ちゃん　　　　　　　（小学館「小学五年生」1954年1月号 ～ 小学館「小学六年生」1954年6月号）
- がんばれ三四ちゃん　　　　（光文社「少女」1954年1月号
- うっかりやっちゃん　　　　（光文社「少女」1954年2月号 ～
- ピクちゃん　　　　　　　　（小学館「小学五年生」1954年4月号 ～ 1955年3月号）
- はるかなる道　　　　　　　（小学館「小学六年生」1954年10月号 ～ 1955年3月号、小学館「女学生の友」1955年4月号 ～）
- アイブラユー子さん　　　　（集英社「明星」1954年？～1971年頃）
- 黒潮波の助　　　　　　　　（小学館「中学生の友」1955年1月号 ～ 1956年3月号）
- パピプペポちゃん　　　　　（小学館「小学五年生」1955年4月号）
- おちゃめさん　　　　　　　（小学館「小学三年生」1956年4月号 ～ 小学館「小学四年生」1958年3月号 ～ 小学館「小学五年生」1959年3月号 ※「小学五年生」で「弾丸若雷電」に改題）
- 静さん　　　　　　　　　　（学研「中学初級コース」1956年5月号 ～ 1957年3月号）
- 虹のかなたに　　　　　　　（小学館「女学生の友」1956年9月号 ～ 1957年8月号）
- マコの日記　　　　　　　　（小学館「小学五年生」1957年1月号 ～ 3月号）
- おいらは風の子　　　　　　（小学館「小学五年生」1957年7月号 ～ 小学館「小学六年生」1959年3月号、小学館「中学生の友1年」1959年4月号 ～）
- どんぐりころ助　　　　　　（小学館「小学三年生」1958年1月号）
- 江戸っ子エツちゃん　　　　（小学館「小学六年生」1958年1月号 ～ 3月号、小学館「女学生の友」1958年4月号 ～）
- ちゃめまるくん　　　　　　（小学館「小学二年生」1958年7月号 ～ 小学館「小学三年生」1960年3月号）
- わし丸ひばり姫　　　　　　（小学館「小学三年生」1958年 ～ 小学館「小学四年生」1959年6月号）
- ペットちゃん　　　　　　　（小学館「小学四年生」1959年7月号 ～ 11月号）
- めぐみちゃん　　　　　　　（小学館「小学四年生」1959年12月号 ～ 小学館「小学五年生」1960年）
- ハモニカ小僧　　　　　　　（小学館「中学生の友1年」1959年）
- あらあらマコちゃん　　　　（旺文社「中学時代一年生」1960年）
- 愛夢ソリちゃん　　　　　　（旺文社「中学時代二年生」1962年4月号 ～ 1963年3月号）
- どたんばタン子　　　　　　（旺文社「中学時代二年生」1963年4月号 ～ 1964年3月号）
- おさるのピンちゃん　　　　（「こども世界」）
- ちょこちゃん　　　　　　　（「こばと」1960年ごろ）
- あこがれさん　　　　　　　（講談社「少女クラブ」）
- カナリヤ姉妹　　　　　　　（講談社「少女クラブ」）
- どうぶつえんごっこ　　　　（講談社「少女クラブ」）
- ふりそで剣法　　　　　　　（講談社「少女クラブ」）
- ピンコロ道中　　　　　　　（小学館「少女の友」）
- ナンバーワン子さん　　　　（集英社「小説ジュニア」）
- お姫様太平記　　　　　　　（小学館「女学生の友」）
- 百合子　　　　　　　　　　（小学館「女学生の友」）
- OKさん